# 9K115 Metis

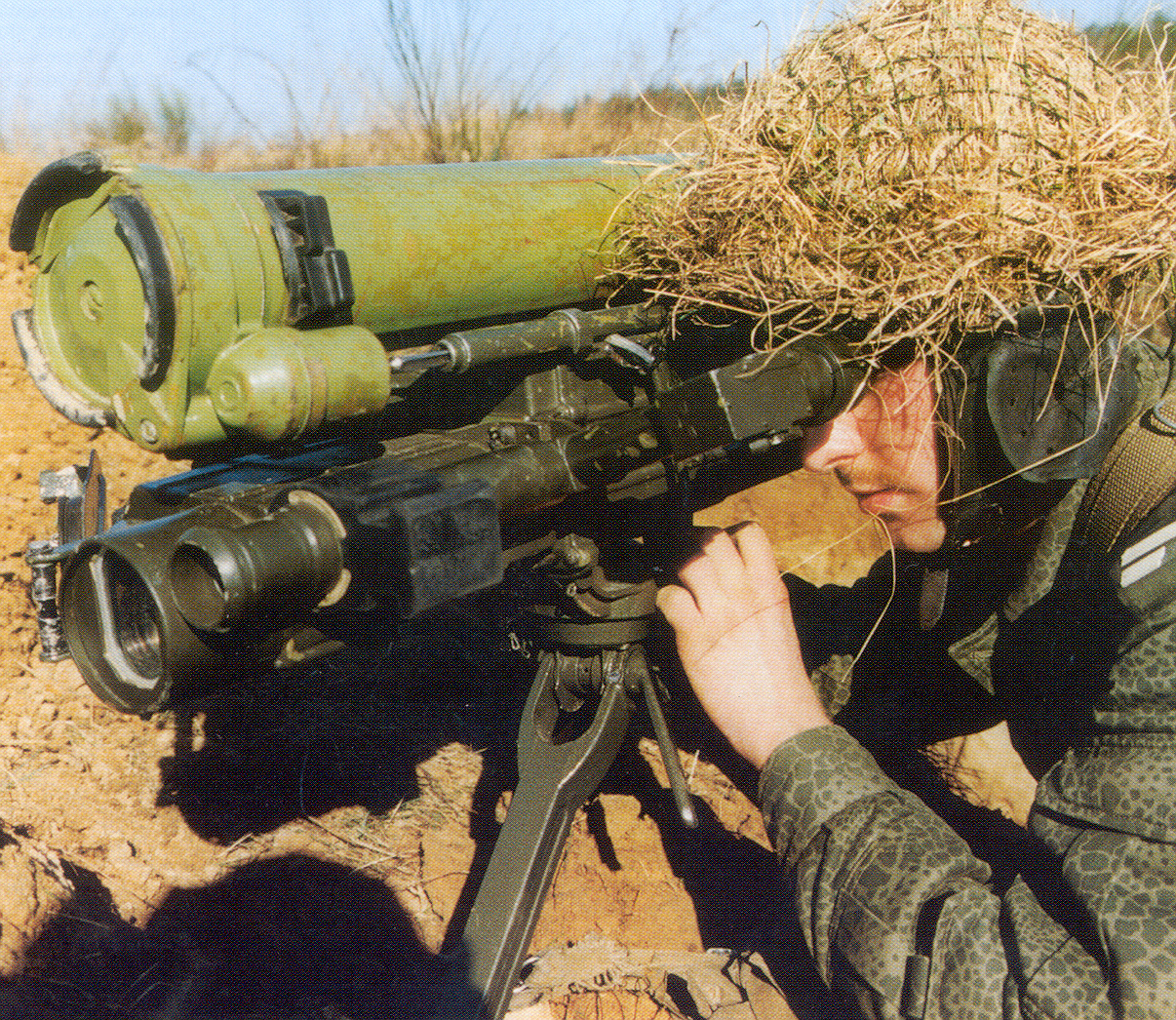
Polský voják a systém 9K115 Metis

9K115 Metis (v kódu NATO AT-7 „Saxhorn“) je sovětská protitanková řízená střela druhé generace s přenosem řídících povelů prostřednictvím vodiče. Vlastní střela má označení 9M115 jako součást kompletu, 9M116 samostatná. Jedná se o protitankový raketový komplet krátkého dosahu s poloautomatickým povelovým systémem dálkového navedení po záměrné cíle (tzv. SACLOS – Semi-Automatic Command to Line-of-Sight).
Vývoj probíhal v tulské Konstrukční kanceláři přesného strojírenství – KBP během sedmdesátých let a do výzbroje byl zaveden roku 1978. Modernizovaná verze 9K115-2 Metis-M byla představena v roce 1992 a NATO ji označilo jako AT-13 Saxhorn-2.

## Technická data
- Délka střely: 768 mm
- Průměr těla střely: 94 mm
- Hmotnost střely: 6,3 kg
- Účinný dostřel: minimální 40 m, maximální 1000 m
- Typ bojové hlavice: HEAT